# بقعه شیخ خلیفه
بقعه شیخ خلیفه (زین‌الدین علی خلیفه) مربوط به سدهٔ ۷ ه.ق است و در شهرستان خفر، شهر باب انار، محله جزه واقع شده و این اثر در تاریخ ۱۰ دی ۱۳۸۱ با شمارهٔ ثبت ۶۷۸۳ به‌عنوان یکی از آثار ملی ایران به ثبت رسیده است.
این آرامگاه مزین به کاشی‌های معرفی است که قسمتی از کاشی‌های محراب آن در سال ۱۳۱۶ خورشیدی از طرف ادارهٔ سابق فرهنگ شهرستان جهرم اقدام به انتقال آن به موزه پارس در شیراز گردیده که اکنون در این موزه قرار دارد. در این آرامگاه تعداد ۶ گور وجود دارد که احتمالاً از دانشمندان و برجستگان خفر بوده‌اند. هنوز مقرنس‌های قسمتی از تاق‌ها سالم باقی مانده‌است.جابر حیدری فرد ایران شناس معتقد است بنای مذکور بر روی بنایی قدیم تر ساخته شده است.
این بنا بسیار زیبا و منحصر به فرد است که به دست فراموشی سپرده شده است.